# خاوكة (مقاطعة إسلام آباد غرب)
خاوكة (بالفارسية: خاوکه) هي قرية تقع في قسم حومة الشمالي الريفي (مقاطعة إسلام آباد غرب) في إيران.